# Yevgueni Lukianenko
Yevgueni Lukianenko (Rusia, 23 de enero de 1985) es un atleta ruso, especializado en la prueba de salto con pértiga en la que llegó a ser subcampeón olímpico en 2008.

## Carrera deportiva
En los JJ. OO. de Pekín 2008 ganó la medalla de plata en el salto con pértiga, con un salto de 5.85 metros, quedando en el podio tras el australiano Steven Hooker, que con 5.96 metros batió el récord olímpico.